# ثيتل تورة
ثَيْتَل تُورَة (الاسم العلمي: Alcelaphus buselaphus tora) هو من الظباء المهددة بالانقراض للغاية، موطنها إريتريا وإثيوبيا. ربما انقرض من السودان. واحدة من أكثر الثدييات الكبيرة المهددة بالانقراض في العالم، وهي مهددة بالصيد الجائر وفقدان الموائل. ربما بقي أقل من 250 فردًا في البرية ولا يوجد مستوطنين أسيرين، حيث تم اتخاذ القليل من الإجراءات للحفاظ عليها.